# Skalviani

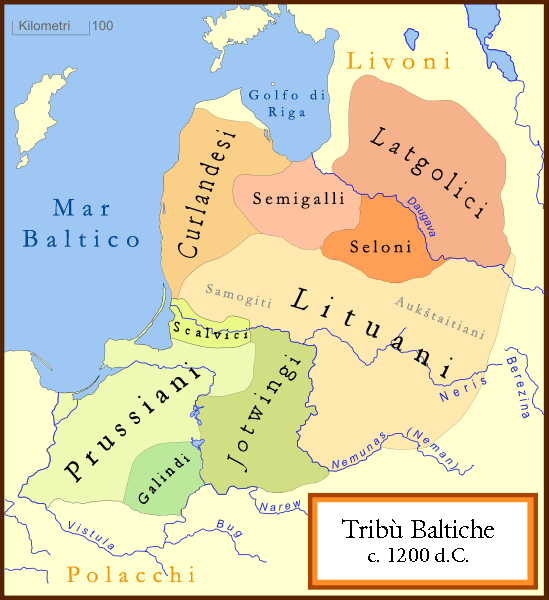
Gli Skalviani e le altre tribù baltiche nel 1200 d.C. circa. I balti orientali sono in tonalità marroni, mentre i balti occidentali sono in verde. I confini sono approssimativi

Gli Scaloviani o Skalviani (in lituano Skalviai; in tedesco Schalauer) erano una popolazione indigena affiliata ai Prussiani e, di conseguenza, ai Balti. Secondo il Chronicon terrae Prussiae di Pietro di Duisburg, vivevano in Scalovia, una terra a sud di quella abitata dai Curi e dai Samogiti, alla foce del fiume Nemunas nel 1240.

## Geografia
La regione si estendeva su entrambe le sponde del fiume Memel, a nord della Nadruvia e a sud della Samogizia. Nel nord-est i confini possono ricercarmi nei pressi dei fiumi Šešupė, Ežeruona e Jūra, siti a sud-est della moderna Lituania. A est confinava con la Sudovia, a nord-ovest toccava il fiume Minija, a ovest la laguna dei Curi e a sud-ovest il fiume Gilija. Gli insediamenti principali erano Rusnė, Ragainė e Tilžė.

## Nome
Il significato è incerto: potrebbe derivare da skalwa "scheggia (oppure vivere separati)" o skalauti, "tra le acque". Secondo le leggende prussiane, il nome della tribù deriverebbe da uno dei figli del re Widewuto di nome Schalauo.

## Storia
È possibile stimare la presenza di Scaloviani per via dei luoghi di sepoltura in cui sono presenti resti cremati e, talvolta, tombe di cavalli. A giudicare dagli scavi, si presume che tali comunità fossero collegate ad altri Balti occidentali, quali i Curi. Tipiche reliquie sepolcrali scaloviane sono state ritrovate a Strewa, Skomanten, Jurgaiten, Nikeln, Paulaiten, Wilku Kampas, Weszaiten, Greyszönen, Lompönen e Wittgirren.
Il più importante centro della Scalovia era costituito da Ragnit e dalla sua fortificazione. Pietro di Duisburg descrive un castello di legno che non poteva essere conquistato con la forza o inducendo gli occupanti alla fame perché gli abitanti della fortezza avevano costruito un lago artificiale al suo interno pieno di pesci. Gli assaltatori dovettero incendiare il castello.
Nel 1276–1277, la Scalovia fu conquistata dai Cavalieri Teutonici. Nelle cronache, vengono menzionati i nobili Sarecka (Sareikā), Surbantas, Svirdotas e Surdota. Nel 1281, Jondele Schalwithe ottenne il primo "Landesprivileg" e nel 1289 fu costruito il castello dell'ordine a Ragnit. Tra il 1281 e il 1383 furono assegnati nuovi diritti ai luoghi espugnati. Nel 1411, viene testimoniata una campagna dei samogizi avviata dal loro capo, Rumbaudas Valimantaitis, contro i castelli di Ragnit, Tilsit e Splitter.
Gli ultimi riferimenti agli Scaloviani risalgono al 1542 (in cui si parla di coloro che risiedevano nel castello di Ragnit) e al 1563 (con riguardo agli abitanti di Splitter).

## Lingua scaloviana
Si presume che lo scaloviano, o skalviano, sia riconducibile al ramo occidentale delle lingue baltiche o ai dialetti di quella regione geografica.